# Estación de El Clot (Rodalies de Catalunya)
El Clot (y antiguamente Clot-Aragón y en catalán como El Clot-Aragó ) es una estación ferroviaria perteneciente a las líneas R1 y R2 de Cercanías de Barcelona y RG1 de Cercanías de Gerona situada en el distrito de San Martín de Barcelona. La estación también tiene servicios de regionales de la línea R11.
Hace de intercambiador con la estación de El Clot, de las líneas 1 y 2 del Metro de Barcelona.

## Historia
Con el soterramiento de las líneas de Renfe dentro del casco urbano de Barcelona se creó la estación subterránea. Esta estación ya existía desde que se construyó la línea Barcelona-Mataró, pero estaba en superficie.

## Líneas
| << cabecera               | < estación      | línea | estación >                   | cabecera >>                                           |
| ------------------------- | --------------- | ----- | ---------------------------- | ----------------------------------------------------- |
| Rodalies de Catalunya     |                 |       |                              |                                                       |
| Castelldefels             | Paseo de Gracia |       | San Andrés Condal            | Granollers Centro                                     |
| Aeropuerto Barcelona-Sans | Paseo de Gracia |       | San Andrés Condal            | San Celoni Massanet-Massanas                          |
| Hospitalet Molins de Rey  | Arco de Triunfo |       | San Adrián del Besós         | Mataró Arenys de Mar Calella Blanes Massanet-Massanas |
| Hospitalet                | Arco de Triunfo |       | San Adrián del Besós         | Figueras Port-Bou                                     |
| Barcelona-Sans            | Paseo de Gracia |       | San Andrés Condal San Celoni | Figueras Port-Bou Cerbère                             |